# 손기정 월계관 기념수
손기정 월계관 기념수(孫基禎 月桂冠 紀念樹)는 1936년 베를린에서 열렸던 제11회 올림픽 대회의 마라톤 우승자인 손기정 선수가 당시 독일의 총통이었던 아돌프 히틀러로부터 받아온 것을 심은 것이다. 원래 그리스에서는 지중해 부근에서 자라는 녹나무과의 상록 교목(喬木)인 월계수(Sweet Bay, Grecian Laurel; Laurus nobilis Linnaeus)의 잎이 달린 가지로 월계관을 만들었으나 독일의 베를린 대회에서는 북미 원산인 참나무(Quercus palustris Muenchhausen)의 잎이 달린 가지를 대신 사용하였다.
현재 심겨 있는 손기정 월계관수의 나무 높이는 약 15m, 가슴높이직경은 55cm, 근원직경은 72cm이다. 수관폭(樹冠幅)은 동쪽 6.2m, 서쪽 4.4m, 북쪽 5.2m, 남쪽 5.7m에 달하는 장령목(壯齡木)으로서 활력이 매우 좋은 상태이다. 원줄기는 곧바로 솟았으며 4m 높이까지 가지치기를 하였다. 4.3m 높이의 첫 번째 가지는 북동쪽으로 뻗다가 북쪽으로 가지를 뻗었다. 4.5m 높이의 두 번째 가지는 남쪽으로 뻗어 서쪽 수관(樹冠)을 이루며 세 번째 가지는 동쪽 수관을 이루는데 5m에서 두 갈래로 갈라졌다.
월계관수를 심은 자리는 손기정 선수의 모교인 양정중학교와 양정고등학교가 있던 곳이다. 1987년 양정중·고등학교를 양천구 목동으로 이전하고 난 뒤 그 자리에 손기정공원을 조성하였다. 길 옆에 월계수가 있고 월계수 북서쪽에는 계단 위에 손기정 선수의 흉상이 조각되어 있다.

## 참고 문헌
- 손기정 월계관 기념수 - 국가유산청 국가유산포털

## 같이 보기
- 손기정
- 손기정공원
- 고대 그리스 청동 투구

 본 문서에는 서울특별시에서 지식공유 프로젝트를 통해 퍼블릭 도메인으로 공개한 저작물을 기초로 작성된 내용이 포함되어 있습니다.